# Хіну
Хіну (ест. Hinu) — село в Естонії, входить до складу волості Риуге, повіту Вирумаа.